# Adelaide International I 2023
Das Adelaide International I 2023 war der Name eines Tennisturniers der WTA Tour 2023 für Damen sowie eines Tennisturniers der ATP Tour 2023 für Herren, welche zeitgleich vom 1. bis 8. Januar 2023 in Adelaide stattfanden.

## Herrenturnier
→ Qualifikation: Adelaide International I 2023/Herren/Qualifikation

## Damenturnier
→ Qualifikation: Adelaide International I 2023/Damen/Qualifikation

## Stuhlschiedsrichter
Folgende Stuhlschiedsrichter kamen zum Einsatz (Einzel, Doppel, Qualifikation):
- Yamila Halle
- Simon Cannavan
- Marko Savic
- Ana Carvalho
- Adelka Cinko
- Christian Rask (Finale Herrendoppel)
- Nacho Forcadell (Finale Herreneinzel)
- Richard Haigh
- Scott Noble
- Kelly Rask (Finale Dameneinzel)
- Timo Janzen (Finale Damendoppel)